# Euploea deione
Euploea deione är en fjärilsart som beskrevs av John Obadiah Westwood 1848. Euploea deione ingår i släktet Euploea och familjen praktfjärilar. Inga underarter finns listade i Catalogue of Life.